# Amore & Vita-Prodir
Amore & Vita-Prodir is een Albanese wielerploeg. De ploeg ontstond in 1990 en reed jarenlang op een Italiaanse licentie, maar na een jaar onder Britse vlag te hebben gereden werd de ploeg vanaf 2000 Pools. In 2009 reed de ploeg onder een Amerikaanse licentie. Van 2010 tot en met 2016 was de ploeg formeel in Oekraïne gevestigd. Sinds 2017 is het een Albanese ploeg. De ploeg komt uit in de continentale circuits. Cosponsors waren onder andere Fanini, Galatron en Beretta. De ploeg wordt gesponsord door het Vaticaan in haar campagne tegen abortus en euthanasie: Amore e Vita is Italiaans voor Liefde en Leven.
Tijdens de beginjaren nam het team jaarlijks deel aan de Ronde van Italië en vele andere Italiaanse wedstrijden, maar in de loop der jaren is men een kleiner programma gaan rijden. De ploeg komt soms in het nieuws vanwege haar felle beleid tegen doping, waar tegenover staat dat ze dopingzondaars die berouw tonen vaak een nieuwe kans geeft. Tot de meer bekende renners die voor het team reden behoren Stefano Della Santa, Rodolfo Massi, Alessio Di Basco, Simone Borgheresi, Glenn Magnusson en Kjell Carlström.

## Bekende renners
- Stefano Della Santa (1990-1992)
- Rodolfo Massi (1993-1994)
- Alessio Di Basco (1994-1995)
- Simone Borgheresi (1992-1995)
- Glenn Magnusson (1995-1998)
- Kjell Carlström (2002-2004)
- Volodymyr Bileka (2010-2011)
- Joeri Metloesjenko (2008-2011)
- Jonas Ljungblad (2002,2004-2005)
- Vladislav Borisov (2008-2011)
- Andrej Mizoerov (2012)
- Nicholas Sanderson (2010-2011)
- Simone Stortoni (2014-)
- Andrew Talansky (2009)

## Samenstellingen

### 2014
| Naam                  | Geboortedatum    | Nationaliteit    | Ploeg 2013                   |
| --------------------- | ---------------- | ---------------- | ---------------------------- |
| Alexander Cataford    | 1 september 1993 | Canada           | Équipe Garneau-Québecor (CT) |
| Antonio Di Battista   | 13 oktober 1986  | Italië           |                              |
| Mattia Gavazzi        | 14 juni 1983     | Italië           | Androni Giocattoli (PCT)     |
| Oleksandr Grygorenko  | 5 juli 1988      | Oekraïne         | Kolss Cycling Team (CT)      |
| Yukinori Hishinuma    | 5 maart 1992     | Japan            | Neo                          |
| Konstantin Klimjankow | 3 augustus 1989  | Wit-Rusland      | Atlas Personal-Jakroo (CT)   |
| Niv Libner            | 11 januari 1987  | Israël           |                              |
| Logan Loader          | 25 juli 1989     | Verenigde Staten | Geen                         |
| Viesturs Lukševics    | 16 april 1987    | Letland          |                              |
| Evgenii Manko         | 30 januari 1991  | Oekraïne         | Neo                          |
| Uri Martins           | 7 augustus 1990  | Mexico           |                              |
| James Piccoli         | 5 september 1991 | Canada           | Neo                          |
| Leonardo Pinizzotto   | 14 augustus 1986 | Italië           | Team Nippo-De Rosa (CT)      |
| Anatoliy Sosnitskiy   | 4 september 1990 | Oekraïne         | Kolss Cycling Team (CT)      |
| Simone Stortoni       | 7 juli 1985      | Italië           | Lampre-Merida (WT)           |
| Artem Toptsjanjoek    | 27 januari 1989  | Oekraïne         |                              |
| Michael Woods         | 12 oktober 1986  | Canada           | Équipe Garneau-Québecor (CT) |

### 2013
| Naam                           | Geboortedatum    | Nationaliteit    | Ploeg 2012                               |
| ------------------------------ | ---------------- | ---------------- | ---------------------------------------- |
| Hossein Alizadeh               | 24 januari 1988  | Iran             | Tabriz Petrochemical Team                |
| David Boily                    | 28 april 1990    | Canada           | Team SpiderTech-C10                      |
| Jarosław Dabrowski             | 20 juli 1983     | Polen            |                                          |
| Antonio Di Battista            | 13 oktober 1986  | Italië           | Neo                                      |
| Daniel Holloway (vanaf 1 juni) | 21 mei 1987      | Verenigde Staten | Team Raleigh                             |
| Niv Libner                     | 11 januari 1987  | Israël           |                                          |
| Viesturs Lukševics             | 16 april 1987    | Letland          |                                          |
| Uri Martins                    | 7 augustus 1990  | Mexico           |                                          |
| Anton Mikailov                 | 11 mei 1986      | Israël           | Neo                                      |
| Mihkel Räim                    | 3 juli 1993      | Estland          | Neo                                      |
| Serhij Sewostianow             | 11 februari 1992 | Oekraïne         | Neo                                      |
| Robbie Squire (vanaf 8 juni)   | 1 april 1990     | Verenigde Staten | Ceramica Flaminia-Fondriest (tot 1 juni) |
| Wolodymyr Startschyk           | 13 april 1980    | Oekraïne         | Uzbekistan Suren Team                    |
| Anton Stortschus               | 11 mei 1992      | Oekraïne         |                                          |
| Artem Toptsjanjoek             | 27 januari 1989  | Oekraïne         | SP Tableware                             |
| Stagiair                       | Stagiair         | Nationaliteit    |                                          |
| Eugenio Bani                   | Eugenio Bani     | Italië           |                                          |
| Andrei Voicu                   | Andrei Voicu     | Roemenië         |                                          |